# Koprivnica (Słowenia)
Koprivnica – miejscowość położona w Słowenii na północ od miejscowości Senovo w powiecie Krško.
Miejscowość zajmuje obszar 1,67 km².
Miejscowość położona jest na wysokości 376 m n.p.m.
Liczba ludności wynosi 144 mieszkańców (2002).
W Koprivnicy znajduje się rzymskokatolicki kościół parafialny Wniebowzięcia NMP z początku XVII wieku, rozbudowany w roku 1824. Ołtarz główny datowany jest na połowę XVIII wieku.

## Internet
- Koprivnica on Geopedia
- Slovenian Ministry of Culture register of national heritage reference number ešd 3067]